# Aeroporto Abel Santamaría
L'aeroporto Abel Santamaría (in spagnolo: Aeropuerto Abel Santamaría) è un aeroporto internazionale situato a Santa Clara, capoluogo della provincia di Villa Clara.
Prende il nome dal rivoluzionario cubano Abel Santamaría.